# Sotskjær
 (février 2022).
 (février 2022).
Sotskjær est une petite île rocheuse de Norvège située dans la commune de Sør-Varanger dans la mer de Barents. 